# Остшешов
Остшешов (пољ. Ostrzeszów) град је у Пољској у Војводству великопољском. По подацима из 2012. године број становника у месту је био 14 546.

## Становништво
| 2012.  |
| ------ |
| 14 546 |

## Партнерски градови
- Дрогобич